# Battaglia di Eliopoli (1800)
La battaglia di Eliopoli fu una battaglia combattuta tra l'Armata d'Oriente, al comando del generale Jean-Baptiste Kléber, riportò sull'esercito ottomano il 20 marzo 1800. Le forze francesi rimaste in Africa sconfissero un esercito numericamente superiore, riprendendo possesso de il Cairo.

## Antefatti

### La situazione dopo la fuga di Napoleone
Dopo la fuga di Napoleone dall'Egitto, il comando dell'esercito venne affidato al promettente generale Jean-Baptiste Kléber. Questi, considerando che le forze francesi erano ancora numerose e che sia gli ottomani sia gli inglesi non avevano alcun vantaggio a proseguire la guerra in Egitto, intendeva trattare una resa onorevole, che avrebbe permesso ai suoi uomini di tornare in Francia a combattere per difendere la patria. 
Questo progetto cozzava con le istruzioni lasciate da Napoleone, che avrebbe preferito che l'armata restasse in Egitto, in attesa di rinforzi. Nelle sue ultime disposizioni, lasciava scritto a Kléber:
(Lettera di Napoleone a Kléber)
Kléber era molto lontano dai casi previsti da Napoleone: non si erano verificati casi di peste, gli effettivi erano ancora numerosi e parecchi cristiani d'Egitto (greci, siriani e copti) chiedevano di arruolarsi nell'armata francese. Pertanto Kléber sognava sempre più un'evacuazione onorevole del Paese.
Dall'altra parte, William Sidney Smith, ammiraglio della flotta britannica che pattugliava le coste dell'Egitto, iniziò a convogliare truppe turche (8000 giannizzeri) destinate ad occupare Damietta. Un primo sbarco di 4000 giannizzeri iniziò il 1º novembre 1799. Questi furono prontamente respinti dai soldati francesi agli ordini del generale Verdier, che impedirono anche lo sbarco dei rimanenti 4000. Le perdite turche furono considerevoli: 3000 di essi perirono ed i rimanenti 1000 furono fatti prigionieri, mentre fra i ranghi francesi si contarono solo due morti e cento feriti.

### I negoziati

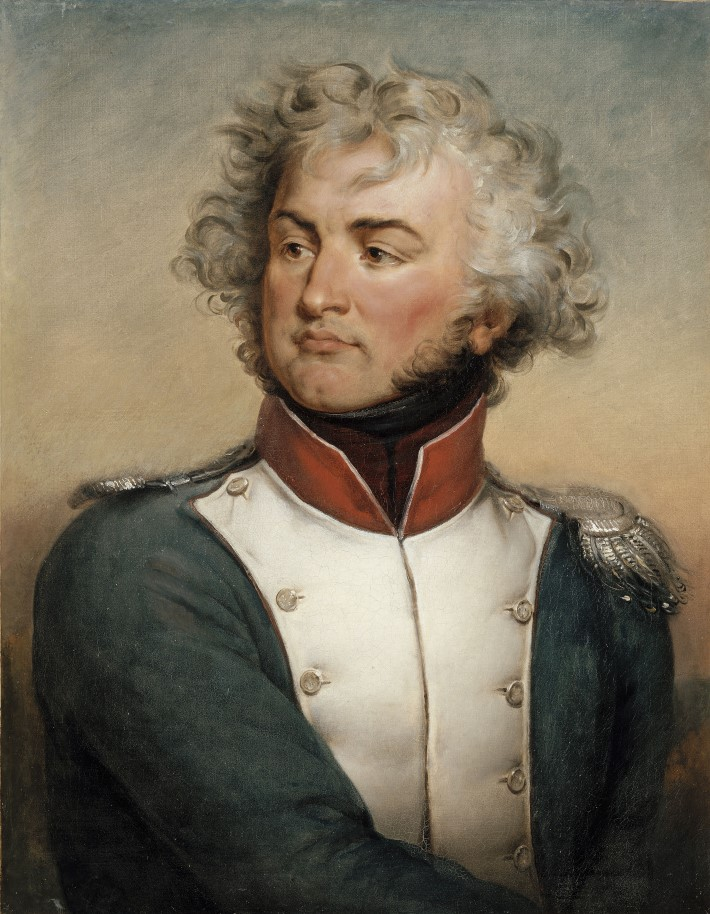
Jean-Baptiste Kléber

Nonostante questa vittoria, Kléber continuò a preparare l'evacuazione del Paese. Inviò quindi un emissario in Siria, presso il visir, molto ben accolto grazie ai buoni uffici dell'ammiraglio inglese Sidney Smith. Quest'ultimo continuava a presentarsi come plenipotenziario della Corona Britannica, funzione che non svolgeva più dall'arrivo di lord Endghin, che ne aveva preso il posto. Kléber intavolò quindi trattative con un interlocutore del quale non conosceva esattamente la qualifica.
I negoziati ebbero inizio sul vascello dell'ammiraglio Smith, il Tigre, nel porto di Damietta. Plenipotenziario francese era il generale Desaix, che si opponeva all'evacuazione dell'Egitto. Egli espose le condizioni di Kléber: evacuazione onorevole via mare delle truppe francesi, con tutto il loro equipaggiamento, armi e munizioni; restituzione alla Francia delle isole di Corfù, Zante, Cefalonia e Malta; rottura dell'alleanza fra Impero ottomano, Russia e Gran Bretagna.
Smith respinse queste condizioni sostenendo che, implicando la competenza di più nazioni, non potevano essere di competenza di un semplice plenipotenziario.
I negoziati si limitarono quindi agli argomenti più urgenti: l'evacuazione dei feriti e degli scienziati. Questo argomento rientrava nei poteri di Smith, che acconsentì senza fare particolari obiezioni. Per quanto riguardava l'armistizio, Smith dichiarò che, in attesa dei plenipotenziari delle nazioni coinvolte, egli avrebbe messo al corrente delle richieste francesi il visir, che risiedeva a Gaza ed accettò una tregua d'armi.
Allorché l'ammiraglio britannico giunse presso il visir, le truppe turche, con l'aiuto di ufficiali britannici, conquistarono il forte di al-Arish, massacrando un centinaio di soldati francesi: la lettera di Smith riguardante la tregua non era giunta in tempo per impedire la conquista del forte. Smith si affrettò a scrivere una lettera che spiegava i motivi di quanto avvenuto a Kléber, che reagì senza grande indignazione. A causa del vento e della presenza di truppe indisciplinate nei pressi del Sinai, Desaix e gli altri rappresentanti francesi non poterono sbarcare a Gaza che l'11 gennaio e giungere ad al-Arish che il 13.
I colloqui iniziarono in modo burrascoso: il visir esigeva che l'armata francese si costituisse prigioniera. Smith ristabilì la situazione, proponendo varie condizioni onorevoli. Stabilitosi a Salalieh, Kléber cambiò le sue posizioni, rinunciando ad alcune pretese, fra le quali quelle riguardanti le isole Ionie e Malta, ma pretese la rottura del patto Russo-Anglo-Ottomano. Dopo parecchie ore di trattative, si convenne che le ostilità sarebbero cessate entro tre mesi, il tempo necessario al visir a raccogliere nei porti di Rosetta, Alessandria ed Abukir una flotta sufficiente a provvedere all'evacuazione delle truppe francesi. I forti di Katieh, Salalieh e Belbeïs, siti vicino alla Siria, dovevano essere ceduti dai francesi entro 10 giorni dalla firma del trattato, quello de Il Cairo 40 giorni dopo.
Smith si impegnò a fornire i passaporti all'armata, ma i negoziatori francesi non si accorsero che l'ammiraglio Smith, presunto rappresentante della Gran Bretagna, non firmò gli accordi, negligenza gravida di conseguenze funeste. 
Alla fine, si giunse ad un accordo il 24 gennaio 1800. Tuttavia, tale accordo, a causa delle opinioni divergenti degli ammiragli britannici e della diffidenza del sultano, non venne ratificato dalle autorità, causando la ripresa delle ostilità tra le due parti. Questo venne comunicato personalmente da Smith a Kléber.

## La battaglia

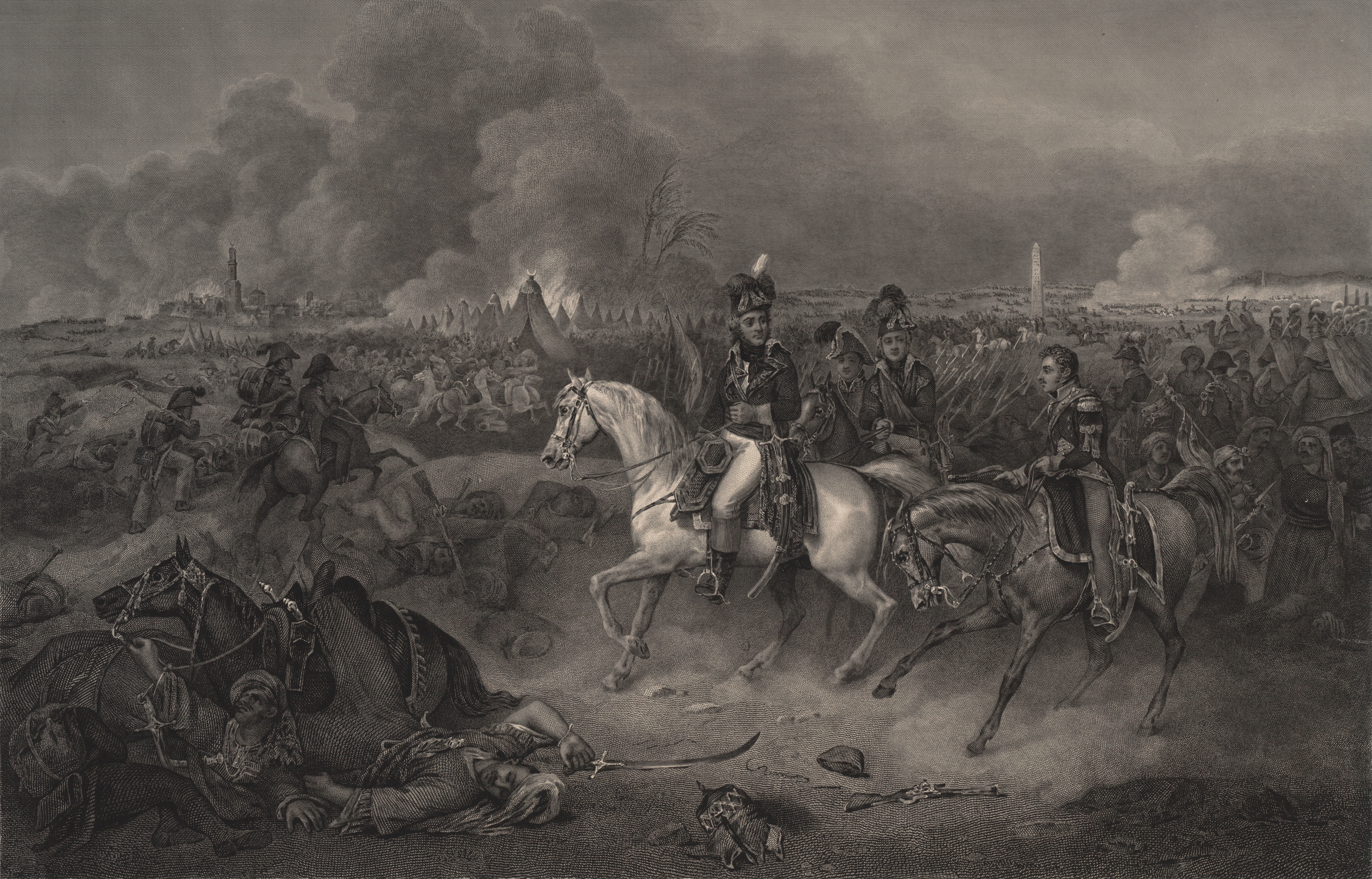
La battaglia di Eliopoli, Jean-Charles Langlois, 1825

Il 19 marzo l'avanguardia ottomana di Nassif Pascià occupò il villaggio di El-Matarieh, mentre il Gran Visir si posizionò tra Abou-Zaabel e El -Kanqah. Nassif Pascià aveva tra 5 000 e 6 000 giannizzeri, oltra a diverse migliaia di cavalieri, ed aveva fortificato la sua posizione con 16 pezzi di artiglieria.
Nella notte tra il 19 e il 20 marzo, Kléber lasciò il Cairo e attraversò la riva destra del Nilo. L'esercito francese si era organizzato in quattro quadrati, ciascuno costituito da una brigata. La divisione Friant, composta dalle brigate Belliard e Donzelot, formava la destra della formazione francese; il centro era formato dalla cavalleria leggera di Leclerc e la sinistra della divisione Reynier, composta a sua volta dalle brigate Lagrange e Robin.
I francesi iniziarono a muoversi alle tre del mattino. La divisione di Friant sorprese le postazioni ottomane e si posizionò a est di Eliopoli per tagliare la ritirata dell'esercito di Nassif Pascià. Quando l'ala sinistra francese si avvicinò al villaggio di El-Matarieh e lo conquistò, i giannizzeri si frantumarono e, essendo la ritirata ostacolata dall'ala destra francese, cercarono di dirigersi verso Il Cairo. Contemporaneamente, un corpo di cavalleria turca apparve sulla sinistra francese cercando di forzare il passaggio verso il Cairo, ma fu respinto dopo un aspro combattimento.
Dopo aver disperso l'avanguardia nemica, l'esercito francese riformò i quadrati e marciò su Seriaqous e El-Merg. Fu allora che apparve il grosso dell'esercito ottomano, la cui cavalleria attaccò la divisione Friant nel bosco di El-Merg. I quadrati francesi furono circondati dalla cavalleria turca ma le loro cariche vennero rapidamente respinte dal fuoco della fanteria francese.

## Conseguenze
Kléber, sbaragliato l'esercito ottomano a Eliopoli, si rivolse verso Il Cairo, dove in breve tempo domò la rivolta. Questa fu però l'ultima impresa vittoriosa francese: poco dopo Kléber, fu vittima di un attentato perpetrato ai suoi danni da uno studente siriano e rimase ucciso. Il suo posto come comandante dell'Armata francese passò al generale Jacques François Menou.